# Jan Aleksander Baranowski
Jan Aleksander Baranowski herbu Grzymała (zm. 31 maja 1706) – podczaszy lwowski w latach 1693-1704.
Pochodził z Piętkowa na Podlasiu. Został bakałarzem wydziału filozoficznego Uniwersytetu Karola w Pradze w 1690 roku.